# Страцин
Страци́н (болг. Страцин) — село в Бургаській області Болгарії. Входить до складу громади Поморіє.

## Населення
За даними перепису населення 2011 року у селі проживали 1257 осіб.
Національний склад населення села:
| Національність   | Кількість осіб | Відсоток |
| ---------------- | -------------- | -------- |
| болгари          | 338            | 53,0%    |
| турки            | 295            | 46,2%    |
| Всього відповіли | 638            |          |

Розподіл населення за віком у 2011 році:
Динаміка населення: